# Храм Христа Спасителя (Нововоронеж)
Храм Христа Спасителя (Спасская церковь) — православный кафедральный собор в Нововоронеже. Открыт и освящён в 2009 году.
Храм был заложен 29 августа 2000 года. Строился в основном на пожертвования жителей города и сотрудников «Атомэнергопроект» Главный колокол, который весит 1,2 тонны отлит на пожертвования «Росэнергоатом». До постройки храма службы проходили в храме Архангела Михаила, который вмещал не более 200 прихожан. Новый же храм способен вместить 1000—1200 прихожан.
25 октября 2009 года Храм Христа Спасителя освятил Митрополит Воронежский и Борисоглебский Сергий.
Высота храма — 35 метров, высота колокольни 42 метра.